# Giorgio Boris Giuliano
Giorgio Boris Giuliano (* 22. Oktober 1930 in Piazza Armerina, Provinz Enna; † 21. Juli 1979 in Palermo; auch Boris Giuliano) war ein hoher sizilianischer Polizeibeamter. Er war Leiter der Squadra mobile von Palermo.

## Leben
Der in der ländlichen Provinz Enna geborene Giuliano war einer der wenigen engagierten Polizeibeamten, die in den 1970er Jahren gegen die Cosa Nostra, wie sich die sizilianische Mafia selbst nennt, ermittelten.
Anfang der 1970er Jahre war er an den Ermittlungen beteiligt, die die Ermordung des Journalisten Mauro De Mauro betrafen.
Ab Mitte der 1970er Jahre begann er den Drogenhandel der Cosa Nostra zu erforschen. Das Hauptziel seiner Ermittlungen waren die bedeutenden Mafiabosse Stefano Bontade und Salvatore Inzerillo, damals führend im Drogenhandel. Weiterhin ermittelte er gegen Filippo Marchese, ebenfalls ein bedeutender Mafioso. Bei seinen Ermittlungen war er fast ganz auf sich allein gestellt, da die meisten seiner Kollegen entweder mit der Cosa Nostra paktierten oder von ihr eingeschüchtert waren und lieber tatenlos blieben.
Giuliano gelangte bei seinen Ermittlungen zu der Erkenntnis, dass der bedeutende Bankier Michele Sindona ("der Retter der Lira" laut Giulio Andreotti) für die Cosa Nostra Erlöse aus dem Heroinhandel wusch. Hierzu bediente er sich auch der Bank des Vatikans. Durch einen zufällig am Flughafen von Palermo entdeckten Koffer mit 500.000 Dollar erfuhr Giuliano, dass auch mehrere Banken und Sparkassen in Palermo von der Cosa Nostra benutzt wurden, um Geld zu waschen. Er entdeckte auch das Versteck Leoluca Bagarellas, eines bedeutenden Anführers der Corleonesi, der Cosa Nostra von Corleone. Bagarella konnte jedoch kurz vor der Entdeckung seines Verstecks entkommen. Im Versteck Bagarellas stieß Giuliano auf weitere wichtige Dokumente.
Kurz darauf wurde Giuliano am Morgen des 21. Juli 1979 von Bagarella erschossen, als er gerade in einer Bar einen Kaffee trank. Giuliano war eines von vielen Opfern der Corleonesi geworden. Die meisten von ihm sichergestellten Dokumente verschwanden nach seinem Tod spurlos.